# Acrocercops polyclasta
Acrocercops polyclasta là một loài bướm đêm thuộc họ Gracillariidae. Loài này có ở Uttaranchal, Ấn Độ. Nó được miêu tả bởi Edward Meyrick năm 1919.